# 六十二見
六十二見，佛教术语，佛经中归纳從「自我」產生對世界眾生，相對而言的關聯性见解，包括依据、结论在内一共六十二种，主要是佛陀时代的婆罗门、外道沙门团体的观点。

## 概括
《南传长部·梵网经》《长阿含经·梵动经》《梵网六十二见经》中详细列举了六十二见，这些观点在《杂阿含经》中也有记载。《大毘婆沙論》中对这些观点做了分类解说，按过去、未来分为依过去而起的5类18见：遍常論、半常論、無因論、有邊無邊論、不死矯亂論，依未来而起的5类44见：死后有想論、無想論、非有想非無想論、斷滅論、現法涅槃論。

## 概述
在六十二见中,所有邪見的建立都是由[我]延伸而展開的，前际分别见有十八种，除二无因生论、四不死矫乱论外，其余四遍常论、四半常论、四有无边论均见于《杂阿含经》记载：

《杂阿含·一六八经》：
|  | 爾時，世尊告諸比丘：「何所有故，何所起？何所繫著，何所見我？令諸眾生作如是見、如是說：『我世間常、世間無常、世間常無常、世間非常非無常；世有邊、世無邊、世有邊無邊、世非有邊非無邊；命即是身、命異身異；如來死後有、如來死後無、如來死後有無、如來死後非有非無。』？」。 |

《杂阿含·一六九经》：
|  | 爾時，世尊告諸比丘：「何所有故，何所起？何所繫著，何所見我？令諸眾生作如是見、如是說：『世間我常、世間我無常、世間我常無常、世間我非常非無常；我苦常、我苦無常、我苦常無常、我苦非常非無常；世間我自作、世間我他作、世間我自作他作、世間我非自作非他作非自非他無因作；世間我苦自作、世間我苦他作、世間我苦自他作、世間我苦非自非他無因作。』？」。 |

## 5类18见

### 遍常論
《長阿含經卷·梵動經》：佛告諸比丘：「……諸沙門婆羅門於本劫本見，起常論，言：『我及世間常存。』此盡入四見中；於本劫本見言：『我及世間常存。』盡入四見，齊是不過。
- 依据：

1. 能回忆前世多劫事，世间转变隐显，七士身常無動轉，互不相觸，命不可害。[3]
2. 能回忆前世多生事，且能憶諸生無間自在，世间转变隐显。[4]
3. 天眼見諸有情死時生時諸蘊相續。[5]
4. 由于思维不如实。[6]

- 按《长阿含经·梵动经》依据，是由于入定回憶二十成劫敗劫、四十成劫敗劫、八十成劫敗劫，其中眾生不增不減，常聚不散。以捷疾相智觀察、推论作是說。[7]
- 按《南传长部·梵网经》依据，由于能入定回忆过去世一生至多百千生的经历、一成坏至十成坏的经历、十成坏至四十成坏等的经历，我及世界是常住而有情流转轮回，认为我及世界是常住。[8]

### 半常論
《長阿含經卷·梵動經》：諸沙門、婆羅門於本劫本見起論，言：『我及世間，半常半無常。』彼沙門、婆羅門因此於本劫本見，計我及世間半常半無常，於此四見中，齊是不過。
- 依据：

1. 从大梵天殁生于世间，认为我为大梵所造，大梵为常，我为无常。[9]
2. 听梵王说或辗转听说，大种无常心是常住，或心是无常大种常住。
3. 从戏忘天殁生于世间，认为不戏忘失念的众生常住不变，戏忘失念者为无常。
4. 从意愤天殁生于世间，认为不意愤相视的众生常住不变，意愤相视者为无常。

### 有无边論
《長阿含經卷·梵動經》：彼沙門、婆羅門因此於本劫本見起論：『我及世間有邊無邊。』於此四見中，齊是不過。
- 依据：

1. 入定观我与世间有边。[10]
2. 入定观我与世间无边。[11]
3. 入定观我与世间，上下有边，四方无边。[12]
4. 我与世间非有边，非无边。[13]

### 不死矯亂論
也称为異問異答。被问及不死奥义时，以诡辩论作答。
- 依据：

1. 不如實知善不善及四聖諦，畏妄語故，說由于祕密義不應皆說，或自所證，或清淨道。[15]
2. 不如實知善不善及四聖諦，畏邪见故，說由于祕密義不應皆說，或自所證，或清淨道。[16]
3. 不如實知善不善及四聖諦，畏无知故，說由于祕密義不應皆說，或自所證，或清淨道。[17]
4. 性昧劣不擅言詞，畏违逆故，附和对方。[18]

按《長阿含經卷·梵動經》，由于不知深奥道理，被询问时以“是这样，不是这样，并非是这样，并非不是这样”的回答不置可否。
- 依据：

1. 对善恶行为有无果报不置可否。
2. 对有无他世不置可否。
3. 对何为善、何为不善不置可否。
4. 对所有问题都不置可否。

- 按《南传长部·梵网经》，前三个依据是对于何为善、何为不善的问题，由于畏说妄语、畏取著等而不置可否；第四个依据是对他世、化生有情、善惡業之異熟果、真人死後存在、不存在、存在亦非存在、非存在亦非不存在的问题不置可否。[20]

### 无因论
《南传长部·梵网经》：諸比丘！有名為無想有情天，彼等諸天，若想生時，即從彼天歿。而某一有情，從其天歿，生來此〔地上〕，生此已，捨家而出家。捨家而出家已，彼從苦行、精進、專修、不放逸、正憶念，心得三昧，心得三昧已，生起想念，更此以前不能想念。彼如是言：『我及世界是無因生。所以者何？因以前我不存在，以前雖不存在，今我轉變為有情。』
- 依据：

1. 從無想有情天歿生于世间，我与世间本来没有，忽然而有。[21]
2. 思维推论，认为我与世间无因而有。[22]

## 5类44见

### 死後有想論
《南传长部·梵网经》：諸比丘！有某死後有想論者之沙門、婆羅門，彼等以十六種之根據，說我死後為有想。

《杂阿含经·一六七经》：
|  | 爾時，世尊告諸比丘：「何所有故，何所起？何所繫著，何所見我？令諸眾生作如是見、如是說：『色是我，餘則妄想；非色、非非色是我，餘則妄想；我有邊，餘則妄想；我無邊，餘則妄想；我非有邊非無邊，餘則妄想。我一想、種種想、少想、無量想，我一向樂、一向苦，若苦、樂、不苦不樂。』？」 |

- 依据：

1. 认为命即是身，色蕴是我，死后我有色、有想。[23]
2. 认为命不是身，无色蕴是我，死后我无色、有想。[24]
3. 认为命与身都是我，五蕴都是我，死后我亦有色亦無色、有想。[25]
4. 认为实有我，既非有色也非无色，死后我非有色非無色、有想。[26]
5. 死后我有边、有想。[27]
6. 死后我无边、有想。[28]
7. 死后我既有边又无边、有想。[29]
8. 死后我既非有边又非无边、有想。[30]
9. 死後我有一想。
10. 死後我有有種種想。[31]
11. 死後我有小想。[32]
12. 死後我有無量想。[33]
13. 死後我純有樂、有想。[34]
14. 死後我純有苦、有想。[35]
15. 死後我有苦有樂、有想。[36]
16. 死後我無苦無樂、有想。[37]

### 無想論
《南传长部·梵网经》：諸比丘！有某死後無想論者之沙門、婆羅門，彼等依八種之根據，說我死後為無想者。
- 依据：

1. 认为色是我，死后我有色、无想。[38]
2. 认为命根或受行识三无色蕴是我，死后我无色、无想。[39]
3. 认为色、命根都是我，死后我亦有色亦无色、无想。[40]
4. 认为我非有色非無色，死后我非有色非無色、无想。[41]
5. 死后我有边、无想。[42]
6. 死后我无边、无想。[43]
7. 死后我有边亦无边、无想。[44]
8. 死后我非有邊非無邊、无想。[45]

### 非有想非無想論
《南传长部·梵网经》：諸比丘！有某死後為非有想非無想論者之沙門、婆羅門，彼等由八種之根據，說我死後為亦非有想亦非無想。
- 依据：

1. 我有色，死後非有想非無想。
2. 我無色，死後非有想非無想。
3. 我亦有色亦無色，死後非有想非無想。
4. 我非有色非無色，死後非有想非無想。
5. 我无色，有邊，死後非有想非無想。
6. 我无色，無邊，死後非有想非無想。
7. 我无色，亦有邊亦無邊，死後非有想非無想。
8. 我无色，非有邊非無邊，死後非有想非無想。

### 斷滅論
《南传长部·梵网经》：諸比丘！有某斷滅論者之沙門、婆羅門，彼等由七種之根據，說〔現生〕有情斷滅、消失、無有。

《杂阿含经·一七一经》：
|  | 爾時，世尊告諸比丘：「何所有故，何所起？何所繫著，何所見我？令諸眾生作如是見、如是說：『若麁四大色斷壞、無所有，是名我正斷；若復我欲界斷壞、死[11]後無所有，是名我正斷；若復我色界死後斷壞、無所有，是名我正斷；若得空入處、識入處、無所有入處、非想非非想入處，我死後斷壞、無所有，是名我正斷。』？」。 |

- 依据：

1. 我有色，死後斷滅，畢竟無有。
2. 我欲界天死後斷滅，畢竟無有。
3. 我色界天死後斷滅，畢竟無有。
4. 我空無邊處天死後斷滅，畢竟無有。
5. 我識無邊處天死後斷滅，畢竟無有。
6. 我無所有處天死後斷滅，畢竟無有。
7. 我非想非非想處天死後斷滅，畢竟無有。

### 現法涅槃論
《南传长部·梵网经》：諸比丘！有某〔最上〕現法涅槃論者之沙門、婆羅門，彼等由五種根據，說現生有情之最上現法涅槃。

《杂阿含经·一七0经》：
|  | 爾時，世尊告諸比丘：「何所有故，何所起？何所繫著，何所見我？令諸眾生作如是見、如是說：『若無五欲娛樂，是則見法般涅槃；若離惡不善法，有覺、有觀，離生喜樂，入初禪，乃至第四禪，是第一義般涅槃。』？」。 |

- 依据：

1. 受用妙五欲樂時，名得現法涅槃。
2. 安住最初靜慮時，名得現法涅槃。
3. 安住第二靜慮時，名得現法涅槃。
4. 安住第三靜慮時，名得現法涅槃。
5. 安住第四靜慮時，名得現法涅槃。